# Maffei I
Maffei I (také známá jako PGC 9892 nebo Sharpless 191) je velká eliptická galaxie v souhvězdí Kasiopeji. Maffei I je nejbližší obří eliptická galaxie k Mléčné dráze. Je také jedním ze dvou hlavních členů Skupiny galaxií Maffei.
Maffei I byla spolu se sousední galaxií Maffei II objevená Paolem Maffeim v roce 1968 v infračerveném oboru spektra. Galaxie Maffei I byla objevena až v 1968 proto, že nám ve výhledu jejím směrem brání hvězdy a prach spirálního ramena Mléčné dráhy.